# Aeron (imię)
Aeron – męskie oraz żeńskie imię pochodzenia walijskiego, tak jak jednobrzmiąca rzeka w hrabstwie Ceredigion w Walii. Jego znaczenie to „wojna”.
W Polsce imię rzadkie. W styczniu 2024 r. w rejestrze PESEL, wśród publicznie dostępnych danych dotyczących osób żyjących, wykazano 2 mężczyzn o imieniu Aeron nadanym jako imię pierwsze.

## Osoby noszące imię Aeron
- Aeron Clement (1936–1989) – amerykański pisarz science-fiction.